# Phymatoceros
Phymatoceros là một chi rêu trong họ Anthocerotaceae.